# Iwan Wassiljewitsch Ostoslawski
Iwan Wassiljewitsch Ostoslawski (russisch Иван Васильевич Остосла́вский; * 14. Julijul. / 27. Juli 1904greg. in Mariupol; † 3. Januar 1972 in Moskau) war ein russischer Aerodynamiker und Hochschullehrer.

## Leben
Ostoslawski war Sohn des adligen Mathematik-Gymnasialprofessors Wassili Iwanowitsch Ostoslawski und seiner Frau Walentina Jepifanowna geb. Iwaschtschenko, Lehrerin für russische Literatur.
Ostoslawski studierte an der Physiko-Mathematischen Fakultät der Universität Moskau mit Abschluss 1929. Seit 1928 arbeitete er in der Luftfahrtindustrie. 1932 trat er in das Zentrale Aerohydrodynamische Institut (ZAGI) ein. Während des Deutsch-Sowjetischen Krieges wurden unter seiner Leitung in den Windkanälen des ZAGI Untersuchungen zur Steigerung der Geschwindigkeit von Militärflugzeugen durchgeführt. 1942 wurde er Stellvertretender Direktor des ZAGI. 1945 wurde er Stellvertretender Direktor des Flugforschungsinstituts (LII) und blieb es bis 1956.
Seit 1944 lehrte Ostoslawski am Moskauer Luftfahrtinstitut (MAI) und leitete den Lehrstuhl für Aerodynamik mit Ernennung zum Professor 1949. 1958 wurde dieser Lehrstuhl aufgelöst, und er übernahm die Leitung des Lehrstuhls für Flugdynamik und -steuerung, den er bis zu seinem Tode innehatte. Er war der Vater von 25 Kandidaten und 7 Doktoren der Wissenschaften.
Ostoslawski wurde auf dem Moskauer Golowinski-Friedhof begraben.

## Ehrungen
- Verdienter Wissenschaftler und Techniker der RSFSR (1943)
- Orden des Vaterländischen Krieges 1. Klasse
- Stalinpreis 3. Klasse (1943) für die Entwicklung und Anwendung von Methoden zur Erhöhung der Flugzeuggeschwindigkeit durch aerodynamische Verbesserungen
- Stalinpreis 3. Klasse (1949) für die Initiierung einer neuartigen aerodynamischen Forschungsmethode
- Stalinpreis 3. Klasse (1952) für das Lehrbuch Die Längsstabilität und Steuerung des Flugzeugs (1951)
- Leninorden
- Orden des Roten Banners der Arbeit (viermal)
- Ehrenzeichen der Sowjetunion